# Paolo Rossi (Philosoph)
Paolo Rossi (* 30. Dezember 1923 in Urbino; † 14. Januar 2012 in Florenz) war ein italienischer Philosoph und Wissenschaftshistoriker. Bis zu seiner Emeritierung 1999 lehrte er an verschiedenen italienischen Universitäten Philosophiegeschichte.
Rossi ist Spezialist für die Entwicklungsgeschichte der Renaissance und der wissenschaftlichen Revolution Europas im 17. Jahrhundert. 1997 erschien sein Werk La nascita della scienza moderna in Europa unter dem Titel Die Geburt der modernen Wissenschaft in Europa in deutscher Sprache. Seit den 1980er Jahren wendet er sich entschieden gegen die Heidegger-Faszination in der jüngeren italienischen Philosophie des pensiero debole (schwaches Denken), das insbesondere von Gianni Vattimo vertreten wird.

## Leben und Werdegang
Paolo Rossi studierte nach Schulbesuch in Ancona und Bologna von 1942 bis 1947 Philosophie an der Universität Bologna und der Universität Florenz, zuletzt bei Eugenio Garin. Seine Abschlussarbeit behandelte das Denken des Hegel-Gegners Piero Martinetti, der 1931 zu den elf italienischen Professoren gehört hatte, die den obligatorischen Treueeid gegenüber dem Mussolini-Regime verweigerten.
Von 1947 bis 1949 lehrte Rossi Geschichte der Philosophie am humanistischen Gymnasium Plinius der Jüngere (Liceo classico Plinio il giovane) von Città di Castello. 1951 heiratete er Andreina Bizzarri, das Ehepaar hat zwei Kinder.
Zwischen 1950 und 1955 war er Assistent bei Antonio Banfi an der Universität Mailand. Parallel arbeitete er in dieser Zeit für den Verlag Mondadori und redigierte die Enciclopedia dei ragazzi. 1954 habilitierte er sich und lehrte von 1955 bis 1961 als Professore incaricato Philosophiegeschichte an der Mailänder Fakultät für Literatur und Philosophie. 1959 bekam er ein Forschungsstipendium am Warburg Institute der University of London.
1961 erhielt er einen Ruf als ordentlicher Professor (Professore ordinario) auf den Lehrstuhl für Philosophiegeschichte an der Universität Cagliari und unterrichtete dort bis 1962 und anschließend bis 1966 an der Universität Bologna. 1966 wechselte Rossi an die Universität Florenz, für die er seit 1999 als Professor Emeritus weiter tätig war. 1970 war er Visiting Fellow am Wolfson College der University of Cambridge.

## Wirken
1972 und 1977 wurde Rossi in das Komitee 08 des Consiglio Nazionale delle Ricerche (CNR), des nationalen italienischen Forschungsrats, gewählt. Von 1980 bis 1983 war er Präsident der Società Filosofica Italiana, von 1983 bis 1990 Präsident der Società Italiana di Storia della Scienza (Italienische Gesellschaft für Wissenschaftsgeschichte), von 1986 bis 1995 Präsident des Centro Fiorentino di Storia e Filosofia della Scienza (Zentrum für Geschichte und Philosophie der Wissenschaften Florenz) und seit 1998 ist er Vorsitzender des wissenschaftlichen Beirats im Istituto Antonio Banfi, einem Zentrum für philosophische Studien in Reggio Emilia. Zudem war er seit 2000 Präsident der Società per lo studio dei rapporti tra scienza e letteratura (SISL) (Gesellschaft für Studien über die Beziehungen zwischen Wissenschaft und Literatur).
Paolo Rossi nahm auch im hohen Alter aktiv am wissenschaftlichen Leben teil. Neben seiner weiterhin umfangreichen publizistischen Arbeit hielt er beispielsweise im Mai 2008 auf dem VII. Kongress des Italienischen Zentrums für Lullismus an der Scuola Superiore di Studi Medievali e Francescani der Päpstlichen Universität Antonianum das Eröffnungsreferat. Der Kongress, der unter der Beteiligung von höchst qualifizierten Wissenschaftlern von verschiedenen internationalen Forschungszentren stattfand, war Paolo Rossi zur Anerkennung seiner Arbeit gewidmet.

## Denken
Paolo Rossi beschäftigte sich intensiv mit dem italienischen Geschichts- und Rechtsphilosophen der frühen Neuzeit, Giambattista Vico, der das Feld des Auf- und Niedergangs ganzer Zivilisationen zukunftsweisend bearbeitet hatte. Daneben stand Francis Bacon im Zentrum seiner frühen Arbeiten.

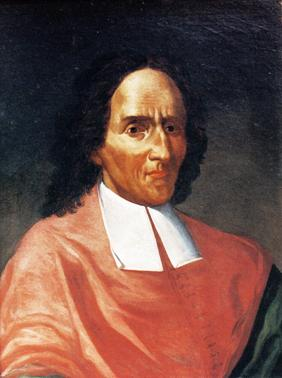
Rossi widmete zu Beginn seiner Karriere Giambattista Vico (Bild) intensive Studien

Sein Hauptwerk galt den Forschungen zur wissenschaftlichen Revolution des siebzehnten Jahrhunderts, das er 1997 zusammenfassend als La nascita della scienza moderna in Europa veröffentlichte. Das Buch erschien im selben Jahr in deutscher Sprache unter dem Titel Die Geburt der modernen Wissenschaft in Europa. Rossi verfolgte darin die großen Entdeckungen in Astronomie, Physik, Medizin und Mathematik und den Aufbruch vom mittelalterlichen Denken in das Zeitalter der Naturwissenschaften. Die geistigen Väter in der Entstehung des neuzeitlichen Weltbilds sah er in Copernicus, Kepler, Galilei, Descartes und Newton. Der „Fall“ Galilei hat für Rossi auch im heutigen geistigen Leben nichts von seiner Aktualität verloren, als wäre der Prozeß, der vor fast vierhundert Jahren gegen ihn eröffnet wurde, noch immer nicht abgeschlossen.
Der Wissenschaftshistoriker Albert Schirrmeister beschrieb Rossis Analysen wie folgt:

„Paolo Rossi meint, die Verschleierung von Erkenntnis charakterisiere wissenschaftliche Verfahrensweisen im 17. Jahrhundert. An diesem Punkt verhelfe der Anspruch der Literatur, Wahrheit zu verkünden, den wissenschaftlichen Hypothesen zu Autorität. Paolo Rossi nennt als Beispiele für diese Methode Descartes und Galilei.“

Paolo Rossi selbst schrieb über sein Denken:

„Methodologisch bin ich der Auffassung, dass die spezifischen Theorien, die den harten Kern jeder Wissenschaft bilden, keineswegs die Folge bestimmter historisch-sozialer Bedingungen sind. Vielmehr bin ich davon überzeugt – und meine ganze bisherige Arbeit geht in diese Richtung –, dass Geschichte viel mit den in der Kultur vorhandenen Vorstellungen von Wissenschaft zu tun hat (d.h. mit dem Diskurs darüber, was Wissenschaft ist oder sein soll). […] Ich hoffe, dieses Buch macht folgendes klar: Das unablässige Flechten am Kontinuitätsstrang ist nichts weiter als eine mediokre Geschichtsphilosophie, die der realen Geschichte übergestülpt wird. Mit Hilfe der historischen Forschung lässt sich in der Vergangenheit keine Phase oder Epoche entdecken, der sich auch nur ein einziges Paradigma zuordnen ließe wie ein Gesicht einer bestimmten Person.“

Rossi wandte sich entschieden gegen die Heidegger-Faszination in der jüngsten italienischen Philosophie des pensiero debole (schwaches Denken), das insbesondere von Gianni Vattimo vertreten wird. In der Wochenzeitschrift Panorama bot Rossi am 2. Oktober 1988 eine materialreiche, drei Teile umfassende Einführung in Umberto Ecos Roman Das Foucaultsche Pendel. Ausgehend von der Frage Perché l’occultismo? (Warum der Okkultismus?) reklamiert er in der Besprechung, wie Ulrich Schulz-Buschhaus ausführt, Eco als Bundesgenossen seines Kampfes gegen Heidegger.

## Ehrungen und Auszeichnungen
- 1980 den Preis Pozzale-Luigi Russo für seine Arbeit I segni del tempo: storia della Terra e storia delle nazioni da Hooke a Vico.
- 1985 die George-Sarton-Medaille, den höchst renommierten Preis für Wissenschaftsgeschichte der von George Sarton und Lawrence Joseph Henderson gegründeten History of Science Society (HSS).
- 1988 Berufung zum Mitglied der Accademia Nazionale dei Lincei.
- 1989 Berufung zum Mitglied der Academia Europaea.
- 1997 Berufung zum Ehrenmitglied der Società Italiana di Psicopatologia.
- 2003 die Médaille Pictet (Marc-Auguste Pictet gewidmet) der Société de physique et d’histoire naturelle de Genève für seine Beiträge zur Wissenschaftsgeschichte.
- 2009 den Balzan-Preis für Wissenschaftsgeschichte.[10]

## Veröffentlichungen und Werke

### Fachbeiträge, Redaktionelle Arbeit
Paolo Rossi veröffentlichte mehrere hundert Artikel und Aufsätze in italienischen und ausländischen Fachzeitschriften. Bei einigen Verlagen ist er Mitglied der Redaktion oder beratender Fachausschüsse. Dazu zählen Intersezioni, Iride, Rivista di Filosofia, Annali di Neurologia e Psichiatria, European Journal of Philosophy, Informazione Filosofica, Nuncius: Annali di Storia della Scienza, Science in Context, SAPERE und Time and Society. Zudem sitzt er im Beirat der Encyclopedia of the Scientific Revolution, die Wilbur Applebaum im Jahr 2000 herausgab. In der Wochenzeitschrift Panorama führte er zwischen 1979 und 1991 regelmäßig die Rubrik Scienza e filosofia (Wissenschaft und Philosophie). In einer der meistgelesenen Wirtschaftstageszeitungen Italiens, Il Sole 24 Ore, schreibt er seit 1999 für die Sonntagsausgabe die Rubrik Storia delle idee (Geschichte der Ideen). Ferner führt er zur Zeit gemeinsam mit dem Philosophen Walter Bernardi die Reihe Storia della scienza (Geschichte der Wissenschaft) des Verlags Leo S. Olschki.
Darüber hinaus edierte Rossi Schriften von Philosophen wie Carlo Cattaneo, Francis Bacon, Giovanni Battista Vico, Diderot und Rousseau.

### Veröffentlichungen (Auswahl)
In deutscher Sprache
- Die Geburt der modernen Wissenschaft in Europa. Aus dem Italienischen von Marion Sattler Charnitzky und Christiane Büchel. Verlag C. H. Beck, München 1997, ISBN 978-3-406-42812-8. Originaltitel, gleichfalls 1997: La nascita della scienza moderna in Europa.
- Der Wissenschaftler. In: Rosario Villari (Hrsg.): Der Mensch des Barock. Campus Verlag, Frankfurt/M. 1997, ISBN 3-593-35686-4, S. 264–295.
- Die magische Welt: Cassirer zwischen Hegel und Freud. In: Enno Rudolph (Hrsg.): Cassirers Weg zur Philosophie der Politik. Cassirer-Forschungen 5. Verlag Meiner, Hamburg 1999, ISBN 3-7873-1456-3.

In italienischer Sprache
- Giacomo Aconcio. 1952.
- Francesco Bacone. Dalla magia alla scienza. Bari 1957 (= Biblioteca di cultura moderna. Band 517).
- Clavis Universalis: arti della memoria e logica combinatoria da Lullo a Leibniz. 1960,
- I filosofi e le macchine 1400–1700. Feltrinelli, 1962.
- I segni del tempo. Storia della Terra e storia delle nazioni da Hooke a Vico,
- Le sterminate antichità : studi vichiani. 1969.
- Aspetti della rivoluzione scientifica. 1971.
- La rivoluzione scientifica. Loescher, 1973.
- I segni del tempo : storia della Terra e storia delle nazioni da Hooke a Vico. 1979.
- La nuova ragione. Scienza e cultura nella società contemporanea. il Mulino, 1981.
- Clavis universalis. Arti della memoria e logica combinatoria da Lullo a Leibniz. 1983.
- I ragni e le formiche : un'apologia della storia della scienza. 1986.
- Storia della scienza moderna e contemporanea. Tea, 1988.
- La scienza e la filosofia dei moderni. Bollati Boringhieri, 1989.
- Il passato, la memoria, l'oblio. 1991.
- Herausgeber: La filosofia. UTET, Turin, 1995, 4 Bände.
- La nascita della scienza moderna in Europa. 1997; deutsch gleichfalls 1997: Die Geburt der modernen Wissenschaft in Europa.
- Introduzione. in Forse Queneau - Enciclopedia delle scienze anomale. Zanichelli, Bologna 1999.
- Le sterminate antichità e nuovi saggi vichiani. La Nuova Italia, Florenz 1999.
- Un altro presente. il Mulino, 1999.
- Bambini, sogni, furori : tre lezioni di storia delle idee. Feltrinelli, Mailand 2001.

In englischer Sprache
- Hermeticism, Rationality and the Scientific Revolution. In: Maria Luisa Righini-Bonelli, William R. Shea (Hrsg.): Reason, Experiment, and Mysticism in the Scientific Revolution. New York 1975, S. 247–273.